# Dick Whittington (Musiker)
Dick Whittington (* 1936 in Los Angeles) ist ein US-amerikanischer Jazzpianist, Musikpädagoge und Musikveranstalter.

## Leben und Wirken
Whittington, der in Los Angeles aufwuchs, begann mit vier Jahren, nach dem Gehör Boogie Woogie zu spielen. Den klassischen Klavierunterricht brach er ab und spielte autodidaktisch Songs aus dem Radio nach.  Improvisieren und die harmonischen Grundlagen des Bebop wurden im mit 16 Jahren durch  Sam Saxe nahegebracht; mit 19 Jahren erhielt er weiteren Unterricht durch Walter Norris. Mitte der 1950er-Jahre, als er auf dem College Erziehungswissenschaften studierte, trat er im Lighthouse Cafe in Hermosa Beach auf; zeitweilig spielten in seiner Band Charles Lloyd, Don Cherry, Billy Higgins sowie Scott LaFaro bzw. Charlie Haden. Sonny Criss wurde sein Mentor.
Für ein Jahr arbeitete er mit Dexter Gordon. Nach einer Tournee mit ihm zog er 1961 nach Berkeley. In den frühen 1960er-Jahren spielte er bei Si Zentner & His Orchestra, Joe Gordon (Lookin' Good, Contemporary, 1961) und Jimmy Woods. Herb Wong holte ihn 1967 an die Schulen der Stadt, um dort Jazz zu vermitteln. 1969 war er Mitbegründer des Berkeley Schools Jazz Band Program, das auch spätere Jazzmusiker wie Benny Green oder Joshua Redman durchliefen. In dieser Zeit trat er u. a. mit Stan Getz, James Moody, Lee Konitz, Eddie Harris und Chet Baker auf. Im Laufe seiner Karriere arbeitete er ferner mit Bobby Hutcherson und Barney Kessel, außerdem als Begleiter von Vokalisten wie Anita O’Day, Ernestine Anderson, Dinah Washington und Mel Tormé.
Für Concord Jazz nahm er 1986 sein erstes Album unter eigenem Namen (Live in New York) auf, im Triobesetzung mit Steve Gilmore und Bill Goodwin. 1986 gründete Whittington mit seiner Frau Marilyn die Veranstaltungsstätte Maybeck Recital Hall, die das Concord-Label von 1989 bis 1995 für zahlreiche Solo-Piano-Auftritte und 52 Mitschnitte  nutzte. Dort gastierten u. a. Joanne Brackeen, Hal Galper, Alan Broadbent, Steve Kuhn, Buddy Montgomery, Cedar Walton, Jaki Byard und Hank Jones. Im Bereich des Jazz war er zwischen 1960 und 1995 an fünf Aufnahmesessions beteiligt.